# Ganmain
Ganmain est un village australien situé dans la zone d'administration locale de Coolamon en Nouvelle-Galles du Sud. La population s'élevait à 779 habitants en 2016.

## Géographie
Le village est situé dans la Riverina, à 55 km au nord-ouest de Wagga Wagga et à 50 km à l'est de Narrandera.

## Histoire
Le nom du village vient d'un mot aborigène signifiant « images d'une couronne sur la Lune » ou désignant un habitant natif couvert de cicatrices.
Son origine remonte au milieu du XIXe siècle et le premier bureau de poste y est ouvert en 1888.

## Personnes célèbres
- L'archevêque de l'archidiocèse catholique de Canberra et Goulburn, Francis Carroll (en).
- Les footballeurs Dennis Carroll (Sydney Swans) et Frank Gumbleton.